# Metapolybia cingulata
Metapolybia cingulata är en getingart som först beskrevs av Fabricius 1804.  Metapolybia cingulata ingår i släktet Metapolybia och familjen getingar. Inga underarter finns listade i Catalogue of Life.